# Casacca
La casacca è un indumento ampio e dritto, spesso una giacca o una camicia, la cui lunghezza può variare da modello a modello. I modelli più lunghi possono essere considerati da soli un mini abito, indossati senza pantaloni o gonna.
La casacca fu uno dei capi principali delle collezioni di moda dello stilista Yves Saint-Laurent, che accostò al modello classico numerose varianti, con abbottonature laterali o con collo di pizzo.